# Elisabeth Sveum
Elisabeth Sveum (Gjøvik, 24 de enero de 1989) es una deportista noruega que compite en triatlón. Ganó dos medallas en el Campeonato Mundial de Triatlón de Invierno en los años 2013 y 2022, y una medalla en el Campeonato Europeo de Triatlón de Invierno de 2013.

## Palmarés internacional
| Campeonato Mundial | Campeonato Mundial            | Campeonato Mundial | Campeonato Mundial |
| Año                | Lugar                         | Medalla            | Prueba             |
| ------------------ | ----------------------------- | ------------------ | ------------------ |
| 2013               | Cogne (Italia)                | Medalla de plata   | Individual         |
| 2022               | San Julián de Loria (Andorra) | Medalla de bronce  | Individual         |
| Campeonato Europeo |                               |                    |                    |
| Año                | Lugar                         | Medalla            | Prueba             |
| 2013               | Tartu (Estonia)               | Medalla de bronce  | Individual         |